# 紗ゆり
紗ゆり（さゆり、1956年〈昭和31年〉5月28日 - 2012年〈平成24年〉3月6日）は、日本の女性声優。最終所属はぷろだくしょん★A組。東京都出身。本名・旧芸名は山内 小百合（やまうち さゆり）。

## 経歴
東京アニメーション養成所卒業。
以前は賢プロダクション、九プロダクションに所属していた。
2012年3月6日11時40分、がんにより死去。55歳没。

## 人物
声種はアルトからソプラノ。
役柄としては戦うヒロイックな女性役やナチュラルな女性役を演じていた。小川びいによると、『伝説の勇者ダ・ガーン』のヒロインの香坂ひかる役のようなボーイッシュな演技は素敵だったという。
アニメでは映画『クレヨンしんちゃん ブリブリ王国の秘宝』のゲストヒロイン・ルル、テレビシリーズではしんのすけの憧れの女子大生・大原ななこ、OVA『シャーマニックプリンセス』の主人公・ティアラ、テレビアニメ『星方武侠アウトロースター』の鈴鹿、『REIDEEN』の才賀林檎、劇場上映・テレビ放送された『キズナ一撃』の轟あかねなど、本郷みつる監督の複数の作品に出演している。
『地球ドラマチック』ではボイスオーバー、『BS世界のドキュメンタリー』ではボイスオーバーに加えナレーターとしてもたびたび出演。『地球ドラマチック』では2011年12月3日放送の「サメの肌から大発明 〜高性能材料が世界を変える〜」、『BS世界のドキュメンタリー』では同年12月15日（14日深夜）放送の「グルジア 大統領の賭け 〜欧州の一員となるために〜」、コンプレックス番組『しまじろう ヘソカ』では2012年1月30日放送の第93話での「とりっぴいのばあちゃん」役、テレビアニメ番組『クレヨンしんちゃん』では2012年3月30日放送分がそれぞれ最後の出演となった。
趣味・特技は歌、イラスト、レイアウトなど。

## 後任
紗ゆりの死後、持ち役を引き継いだ人物は以下の通り。
| 後任       | 役名                   | 概要作品                                    | 後任の初担当作品                     |
| ---------- | ---------------------- | ------------------------------------------- | ------------------------------------ |
| 西宏子     | とりっぴいのおばあさん | 『しましまとらのしまじろう』                | 『しまじろうのわお!』                |
| 伊藤静     | 大原ななこ             | 『クレヨンしんちゃん』                      | 790話Bパート                         |
| 大塚さと   | スパイス               | 『バットマン フォーエヴァー』テレビ朝日版   | WOWOW追加収録部分                    |
| 小林優子   | オードリー・ホーン     | 『ツイン・ピークス』                        | 『ツイン・ピークス The Return』      |
| 安藤麻吹   | サンドラ               | 『ジオニックフロント 機動戦士ガンダム0079』 | 『SDガンダム GGENERATION GENESIS』   |
| 緒乃冬華   | レディ・アン           | 『新機動戦記ガンダムW』                     | 『SDガンダム GGENERATION CROSSRAYS』 |
| 斎賀みつき | 戒道幾巳               | 『覇界王〜ガオガイガー対ベターマン〜』      | 『スーパーロボット大戦30』           |

## 出演
太字はメインキャラクター。2013年以降の出演作品は生前の収録音声を使用したライブラリ出演。

### テレビアニメ
1983年
- 伊賀野カバ丸（女生徒D）

1988年
- シティーハンター2（女D、極悪軍団）
- ビリ犬（生徒D、行員B）

1989年
- 機動警察パトレイバー（母）

1990年
- YAWARA!（1990年 - 1991年、女性たち、女子大生B、女の子B、大垣、河内）

1991年
- 美味しんぼ（客B、#119 秘書）
- ちいさなおばけアッチ・コッチ・ソッチ
- チンプイ（ヒンコンD）
- 21エモン（女生徒C）
- 魔法のプリンセス ミンキーモモ（ジュディー）

1992年
- カリメロ（奥さん）
- コボちゃん（ヒロコの母）
- 伝説の勇者ダ・ガーン（1992年 - 1993年、香坂ひかる）

1993年
- しましまとらのしまじろう（とりっぴいのおばあちゃん）
- 熱血最強ゴウザウラー（サトシ）

1994年
- 機動武闘伝Gガンダム（ノーマ、アナウンサー、乗員B、オペレーター）

1995年
- 黄金勇者ゴルドラン（カースケ）
- 怪盗セイント・テール（翔太）
- 新機動戦記ガンダムW（1995年 - 1996年、レディ・アン）
- 獣戦士ガルキーバ（ダー・ユン、火浦直気）

1996年
- ガンバリスト!駿（駿の母）
- クレヨンしんちゃん（1996年 - 2011年、大原ななこ〈初代〉、ニャニャコ）
- シティーハンター ザ・シークレット・サービス（店員）
- 名探偵コナン（1996年 - 2004年、女、鮎川沙織）
- 勇者指令ダグオン（おばさん）

1997年
- EAT-MAN（娘、巫女A、男の子A 他）
- シティーハンター グッド・バイ・マイ・スイート・ハート（歌劇団員B）
- 忍ペンまん丸（まん丸の母）
- 勇者王ガオガイガー（1997年 - 1998年、天海愛、プリマーダ、戒道幾巳）

1998年
- 星方武侠アウトロースター（鈴鹿、女）
- DTエイトロン（エライザ）

1999年
- イソップワールド（ピッコの母、ママねずみ、チュータ）
- 週刊ストーリーランド（母親）
- ベターマン（女）

2000年
- アルジェントソーマ（ラナ・イネス）

2001年
- Cosmic Baton Girl コメットさん☆（アイコ・キミハラ）
- サイボーグ009 THE CYBORG SOLDIER（0012）
- シャーマンキング（マイア）
- バビル2世（2001年）（ウル）
- 魔法戦士リウイ（ジェニ）

2002年
- 十二国記（微真）

2003年
- アストロボーイ・鉄腕アトム（キャスター）
- THE ビッグオー second season（ヴェラ・ロンシュタット、母親）

2004年
- サムライチャンプルー（お鈴）
- 妄想代理人（優一の母）

2005年
- IGPX（エイミーの母）
- 創聖のアクエリオン（エスペランサ）
- 勇者王ガオガイガーFINAL GRAND GLORIOUS GATHERING（戒道幾巳、天海愛、パルス・アベル）

2006年
- 天保異聞 妖奇士（花魁）

2007年
- 精霊の守り人（一ノ妃、ニムカの母）
- やっとかめ探偵団（水谷島子）
- REIDEEN（才賀林檎）

2008年
- ARIA The ORIGINATION（理事長）
- 神霊狩/GHOST HOUND（勧誘の女性）
- はっけん たいけん だいすき!しまじろう（とりっぴいのおばあちゃん）
- ポケットモンスター ダイヤモンド&パール（ホシノ）
- xxxHOLiC◆継（五月七日里恵）

2009年
- 鋼の錬金術師 FULLMETAL ALCHEMIST（サテラ・レコルト）

2010年
- しまじろう ヘソカ（とりっぴいのおばあちゃん）
- RAINBOW-二舎六房の七人-（桜木の母）

2011年
- ウルヴァリン（美雪）

### 劇場アニメ
1990年代
- クレヨンしんちゃん ブリブリ王国の秘宝（1994年、ルル）
- 5等になりたい（1995年、花内英子〈律子の母〉）
- がんばれゴエモン 地球救出大作戦（1998年、タカシ）
- 新機動戦記ガンダムW Endless Waltz 特別篇（1998年、レディ・アン）
- クレヨンしんちゃん 爆発!温泉わくわく大決戦（1999年、大原ななこ）

2000年代
- クレヨンしんちゃん 嵐を呼ぶジャングル（2000年、大原ななこ）
- クレヨンしんちゃん 嵐を呼ぶ 栄光のヤキニクロード（2003年、大原ななこ）
- キノの旅 何かをするために -life goes on.-（2005年、女性）
- 劇場版 鋼の錬金術師 シャンバラを征く者（2005年）

2010年代
- キズナ一撃（2011年、轟あかね）
- 劇場版ポケットモンスター ベストウイッシュ ビクティニと黒き英雄 ゼクロム・白き英雄 レシラム（2011年、ヤジン）

### OVA
1980年代
- トワイライトQ 時の結び目 REFLECTION（1987年）
- 御先祖様万々歳!（1989年）

1990年代
- デビルマン 妖鳥死麗濡編（1990年）
- 有閑倶楽部 犬猫まるごとHOWマッチ（1991年、生活指導顧問）
- 機動戦士ガンダム0083 STARDUST MEMORY（1992年、同僚C）
- 銀河英雄伝説（1994年）
- シャーマニックプリンセス（1996年、ティアラ）
- 工業哀歌バレーボーイズ（1997年、森口マユミ）
- 新機動戦記ガンダムW Endless Waltz（1997年、レディ・アン）
- 最遊記（1999年、おばさん）
- トラジマのミーめ（1999年、大山はな）

2000年代
- 勇者王ガオガイガーFINAL（2000年、戒道幾巳、天海愛、パルス・アベル）

### Webアニメ
- ガイアゲッターアークン（2002年、王妃オカーン、一ノ瀬朋子）

### ゲーム
1996年
- エクストラブライト（母）

1997年
- 黒の剣-Blade of the Darkness-（妣虎）
- スーパーロボット大戦F / F完結編（1997年 - 1998年、レディ・アン） - 2作品

1998年
- 新世代ロボット戦記ブレイブサーガ（香坂ひかる）
- ドラゴンフォースII -神去りし大地に-（ビヨルン）

1999年
- Lの季節 〜A piece of memories〜（草壁湊）
- サーカディア（如月美海）
- マクロス VF-X2（マリアフォキナ・バンローズ）

2000年
- SDガンダム GGENERATION（2000年 - 2011年、レディ・アン） - 4作品
- サンライズ英雄譚R（レディ・アン）
- ブレイブサーガ2（香坂ひかる、天海愛、プリマーダ、戒道幾巳、アスタル）

2001年
- キッズステーション クレヨンしんちゃん オラとおもいでつくるゾ!（ななこお姉さん）
- ジオニックフロント 機動戦士ガンダム0079（サンドラ）

2002年
- ギガンティック ドライブ（河崎友絵）

2003年
- SUNRISE WORLD WAR Fromサンライズ英雄譚（ユン、レディ・アン）
- 十二国記 -紅蓮の標 黄塵の路-（微真）
- 第2次スーパーロボット大戦α（天海愛、プリマーダ）

2005年
- 新世紀勇者大戦
- 第3次スーパーロボット大戦α 終焉の銀河へ（戒道幾巳、パルス・アベル）

2006年
- クレヨンしんちゃん 伝説を呼ぶ オマケの都ショックガーン!
- バテン・カイトスII 始まりの翼と神々の嗣子（ジーナ）

2007年
- クレヨンしんちゃん 最強家族カスカベキング うぃ〜（ななこ）
- クレヨンしんちゃんDS 嵐を呼ぶ ぬってクレヨ〜ン大作戦!
- スターオーシャン1 First Departure

2008年
- クレヨンしんちゃん 嵐を呼ぶ シネマランド カチンコガチンコ大活劇!（ルル・ル・ルル）

2009年
- クレヨンしんちゃん 嵐を呼ぶ ねんどろろ〜ん大変身!

2010年
- クレヨンしんちゃん おバカ大忍伝 すすめ!カスカベ忍者隊!
- クレヨンしんちゃん ショックガ〜ン!伝説を呼ぶオマケ大ケツ戦!!
- ゼノブレイド（ロウラン）

2011年
- クレヨンしんちゃん 宇宙DEアチョー!? 友情のおバカラテ!!

2015年
- スーパーロボット大戦シリーズ（2015年 - 2019年、戒道幾巳） - 2作品

2019年
- スターオーシャン1 First Departure R

2020年
- ゼノブレイド ディフィニティブ・エディション（ロウラン）

2023年
- スーパーロボット大戦DD（プリマーダ）

### ドラマCD
- 無責任艦長タイラー MUSIC FILE 4 我田引水（1993年、女性アナウンサー）
- MIND ASSASSIN（1995年、片瀬多賀子）
- 勇者指令ダグオン CDシネマ3〜それぞれの秋（1997年、黒岩悦子）
- 勇者王ガオガイガーシリーズ
  - スペシャルドラマ1 〜サイボーグ誕生〜（1997年、天海愛）
  - スペシャルドラマ2 〜ロボット闇酷冒険記〜（1997年、鳥羽操）
  - スペシャルドラマ3 〜最強勇者美女軍団〜（1997年、天海愛、戒道幾巳）
- スターオーシャン セカンドストーリー 約束の小さな瞳（2000年、守護竜）
- 世界でいちばん大嫌い（2000年、本庄雅）
- 勇者王ガオガイガーFINAL 最強キャラクターセット
  - VOL.3 ソルJ編（2000年、戒道幾巳）
  - VOL.5 マモル&華編（2000年、戒道幾巳）
- あひるの王子さま（2002年、麗一の母）
- 覇界王〜ガオガイガー対ベターマン〜 side：ガオガイガー「number.EX 再-SAIKAI-」（2019年、戒道幾巳）※ライブラリ出演

### 吹き替え

#### 映画
- アート・オブ・デビル
- I love ペッカー（リン・ウェンストワース）
- アバター
- インティマシー/親密（クレア〈ケリー・フォックス〉）
- A.I.（モニカ・スウィントン）
- エア★アメリカ
- オーバー・ザ・トップ ※TBS版
- カフス!（ニッキー・アリン〈メアリー・エレン・トレイナー〉）
- カナディアン・エクスプレス ※ソフト版
- ギルモア・ガールズ（フリードマン）
- ゴーストバスターズ2
- 仔鹿物語（オリー・バクスター〈ジェーン・ワイマン〉）※PDDVD版
- サイレンサー 地球侵略 ※DVD版
- サスペリア（ミス・タナー〈アリダ・ヴァリ〉）
- サスペリアPART2（カルロの母親〈クララ・カラマイ〉）※ソフト版
- 3人のゴースト※フジテレビ版
- シークレット・アイズ 華麗なる作戦（アイリス・カニンガム〈ペギー・オニール〉）
- 地獄のバスターズ（ニコル〈デブラ・バーガー〉[21]）※テレビ東京版
- ジャッジ・ドレッド（イルサ）※フジテレビ版
- ジュマンジ（少女時代のサラ・ウィットル）※DVD版
- 少林寺木人拳（小蘭）※ブロードウェイ版
- ジングル・オール・ザ・ウェイ ※ソフト版
- シンデレラ・ボーイ ※日本テレビ版
- シンドバッド虎の目大冒険（メランシアスの娘ディオン）※テレビ朝日版
- スズメバチ ※テレビ東京版
- ストリートファイター ※ソフト版
- スピード（ロビン）※ソフト版、（ニュースキャスター1、エレベータの女3）※フジテレビ版
- スペシャリスト
- スペースボール（食堂の店員）
- 空飛ぶ魔女学校（ハードブルーム）
- ドク・ソルジャー/白い戦場（ダイアナ・ウォルトン〈キャシー・ベイカー〉）※テレビ東京版
- チャームド 〜魔女3姉妹〜（サンドラ）
- 超音速ヒーロー ザ・フラッシュ（セリア・ウェイン）※日本テレビ版
- ツイン・ピークス（オードリー・ホーン〈シェリリン・フェン〉）
- 月のひつじ
- ドラグネット 正義一直線
- ノーマンズ・ランド ※テレビ朝日版
- ハードジャッカー/標高10,000フィートの死闘!（無線の声）
- バックドラフト ※テレビ朝日版
- バットマン フォーヴァー（スパイス）
- ハートブレイク・リッジ 勝利の戦場（ウェイトレス〈エリザベス・ルシオ〉）※テレビ朝日版
- パラダイスの逃亡者
- フィラデルフィア
- フォー・ウェディング
- プラハの恋人
- ホテル・スプレンディッド（コーラ〈カトリン・カートリッジ〉）
- ホミサイド/殺人捜査課（ケイ・ハワード）
- マトリックス（スウィッチ〈ベリンダ・マクローリー〉）※ソフト版
- ミッション:インポッシブル（クレア・フェルプス）※DVD版
- 名犬ラッシー
- 黙秘（セリーナ・セント・ジョージ〈ジェニファー・ジェイソン・リー〉）※テレビ東京版
- 勇気あるもの
- ライジング・サン（シェリル・オースティン〈タチアナ・パティッツ〉）
- ランボー/怒りの脱出 ※フジテレビ版
- リコシェ ※VHS版
- ルーキー（サラ〈ララ・フリン・ボイル〉）※TBS版
- レベッカ（ダンバース夫人）
- ロイヤル・セブンティーン（リビー・レノルズ〈ケリー・プレストン〉）
- ロシア・ハウス
- ロボコップ3（ニコ）※テレビ朝日版
- RONIN（ツアーガイド）※フジテレビ版
- ロング・キス・グッドナイト（トリン〈メリーナ・カナカレデス〉）※ソフト版
- ロンドン・ドッグス（セイディ〈セイディ・フロスト〉）
- ワンス・アポン・ア・タイム・イン・アメリカ（イヴ〈ダーラン・フリューゲル〉、少女時代のペギー）※VHS版

#### ドラマ
- あなたにムチュー（マギー・コンウェイ〈ジュディ・ギーソン〉）
- インディ・ジョーンズ/若き日の大冒険（スゼット）
- コールドケース6
- CSI:マイアミ9（タンディ・キング）
- 新・刑事コロンボシリーズ
  - 幻の娼婦（マッジ）
  - 犯罪警報（リンダ）
  - 殺人講義（サラ）
  - 大当たりの死（シャーリー）
  - 恋におちたコロンボ（ツオング）
- ドクタークイン 大西部の女医物語（エマ）
- ドールハウス Dollhouse
- ピケット・フェンス（ジル・ブロック）
- ビバリーヒルズ青春白書（アビー・マローン〈バレリーの母親〉〈ミシェル・フィリップス〉）
- フレンズ（シェリリン・フェン）
- フルハウス（大人のステファニー、サマンサ）
- 魔術師 MERLIN（イグレイン）

#### アニメ
- アラジンの大冒険（小太りの男の妻、鏡屋の息子）
- グッド・モーニング ミッキー（グーフィーの妻）[22]
- キャプテン・プラネット（ジェイソン）
- くまのパディントン
- ザ・シンプソンズ（モード・フランダース〈初代〉、イッチー〈初代〉 他）※シーズン14まで
  - ザ・シンプソンズ MOVIE（イッチー、テレビに登場する息子）※オリジナル版
- 地上最強のエキスパートチーム G.I.ジョー ザ・ムービー（ザラーナ）
- バットマン（レニー・モントーヤ）
- ピケット・フェンス（ジル・ブロック）

#### ゲーム（吹き替え）
- スタートレック:ボーグ（ターガス少尉）

### 特撮
- 電脳警察サイバーコップ（ZAC地下エレベーター内アナウンスの声、リニアモーターカー内アナウンスの声）

### ドラマ
- ひとり家族（1994年、TBS、児童一時保護センターの職員）